# Chlebowice
Chlebowice [pronunciación en polaco: /xlɛbɔˈvit͡sɛ/] es un pueblo ubicado en el distrito administrativo de Gmina Głowno, dentro del condado de Zgierz, Voivodato de Łódź, en el centro de Polonia. Se encuentra a unos 8 kilómetros al noroeste de Głowno, a 25 kilómetros al noreste de Zgierz, y a 29 kilómetros al noreste de la capital regional Łódź.